# Mikaniopsis
Genre
Mikaniopsis Milne-Redh. est un genre de plantes à fleurs de la famille des Asteraceae.

## Liste d'espèces
Selon Catalogue of Life (24 janvier 2018) :
- Mikaniopsis bambuseti (R.E. Fr.) C. Jeffrey
- Mikaniopsis camarae Lisowski
- Mikaniopsis cissampelina (DC.) C. Jeffrey
- Mikaniopsis clematoides (Sch. Bip. ex A. Rich.) Milne-Redhead
- Mikaniopsis kivuensis S. Lisowski
- Mikaniopsis kundelungensis S. Lisowski
- Mikaniopsis maitlandii C. D. Adams
- Mikaniopsis nyungwensis S. Lisowski
- Mikaniopsis paniculata Milne-Redhead
- Mikaniopsis rwandensis S. Lisowski
- Mikaniopsis tanganyikensis (R.F.Fries) Milne-Redhead
- Mikaniopsis tedliei (Oliv. & Hiern) C. D. Adanu
- Mikaniopsis troupinii S. Lisowski
- Mikaniopsis usambarensis (Muschl.) Milne-Redhead
- Mikaniopsis vitalba (S. Moore) Milne-Redhead

Selon NCBI (24 janvier 2018) :
- Mikaniopsis clematoides

Selon The Plant List (24 janvier 2018) :
- Mikaniopsis bambuseti (R.E.Fr.) C.Jeffrey
- Mikaniopsis camarae Lisowski
- Mikaniopsis cissampelina (DC.) C.Jeffrey
- Mikaniopsis clematoides (Sch.Bip. ex A.Rich.) Milne-Redh.
- Mikaniopsis kivuensis Lisowski
- Mikaniopsis kundelungensis Lisowski
- Mikaniopsis maitlandii C.D.Adams
- Mikaniopsis nyungwensis Lisowski
- Mikaniopsis paniculata Milne-Redh.
- Mikaniopsis rwandensis Lisowski
- Mikaniopsis tanganyikensis (R.E.Fr.) Milne-Redh.
- Mikaniopsis tedliei (Oliv. & Hiern) C.D.Adams
- Mikaniopsis troupinii Lisowski
- Mikaniopsis usambarensis (Muschl.) Milne-Redh.
- Mikaniopsis vitalba (S.Moore) Milne-Redh.

Selon Tropicos (24 janvier 2018) (Attention liste brute contenant possiblement des synonymes) :
- Mikaniopsis bambuseti (R.E. Fr.) C. Jeffrey
- Mikaniopsis cissampelina (DC.) C. Jeffrey
- Mikaniopsis clematoides Milne-Redh.
- Mikaniopsis kivuensis Lisowski
- Mikaniopsis kundelungensis Lisowski
- Mikaniopsis maitlandii C.D. Adams
- Mikaniopsis nyungwensis Lisowski
- Mikaniopsis paniculata Milne-Redh.
- Mikaniopsis rwandensis Lisowski
- Mikaniopsis tanganyikensis (R.E. Fr.) Milne-Redh.
- Mikaniopsis tedliei (Oliv. & Hiern) C.D. Adams
- Mikaniopsis troupinii Lisowski
- Mikaniopsis usambarensis (Muschl.) Milne-Redh.
- Mikaniopsis vitalba (S. Moore) Milne-Redh.